# Faïencerie de Nimy
La Faïencerie de Nimy, implantée à Nimy (faubourg de Mons en Belgique), est la société de fabrication de faïence la plus ancienne de Belgique. Fondée en 1789, elle a cessé ses activités en 1951.

## Histoire
La Faïencerie de Nimy a été établie par un Namurois, Dieudonne-Joseph Antoine et trois associés dans le village de Nimy afin d'y installer sa manufacture a proximité de la rivière Haine et de ses moulins, propriété du Chapitre de Sainte-Waudru. Ceux-ci fournissaient la force motrice nécessaire pour actionner les meules destinées au broyage des matières premières de la faïencerie.

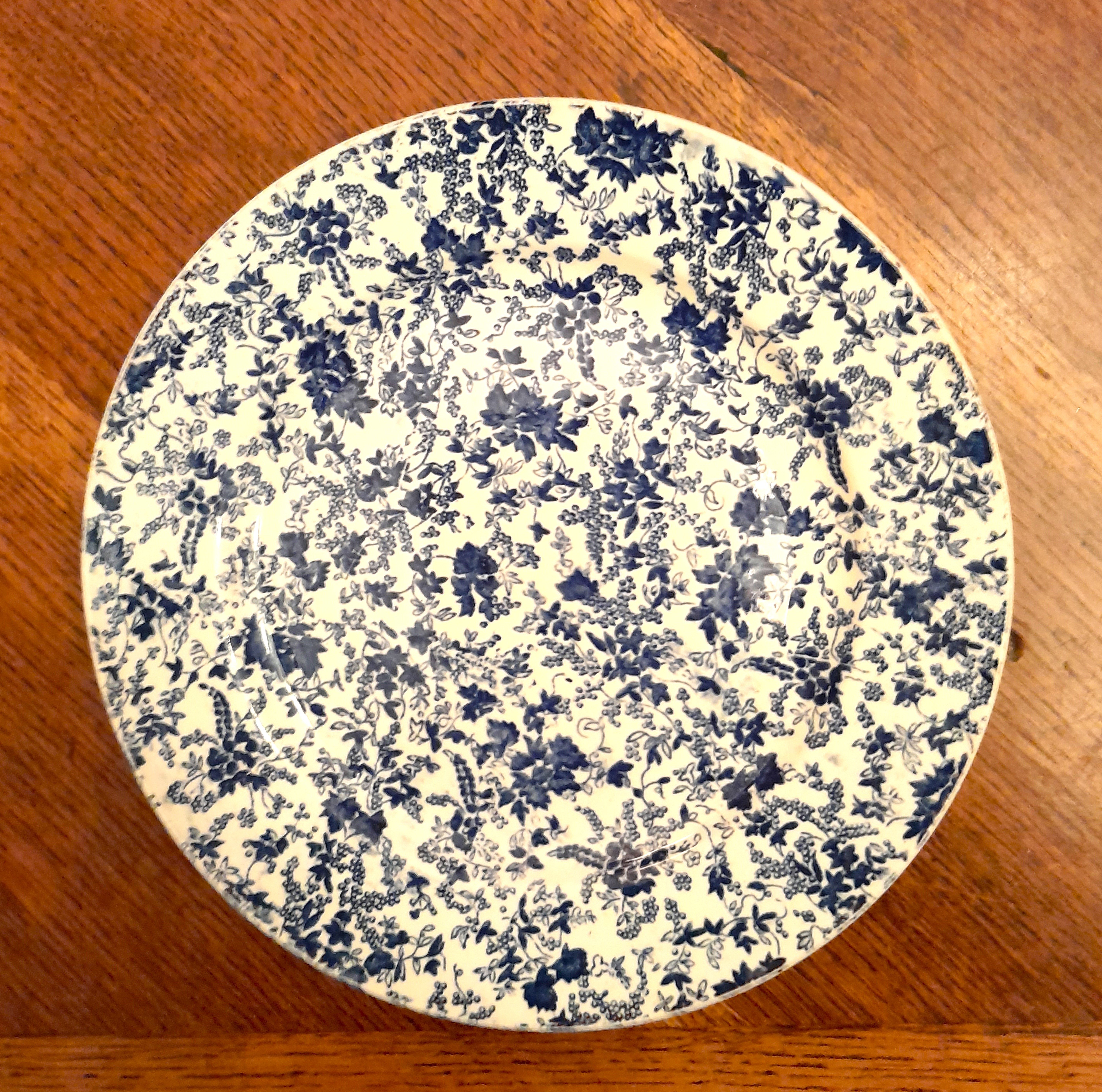
Faïence de Nimy, service Pompadour.

Par un contrat daté du 22 juillet 1789, Dieudonné-Joseph Antoine s'engage notamment à construire un bâtiment double pour abriter l'équipement de la manufacture. Au cours de cette même année, Antoine adresse une requête au gouvernement afin d'obtenir les faveurs dont jouissent habituellement les manufactures qui s'ouvrent dans les Pays-Bas autrichiens. Un octroi de l'empereur Joseph Il confère à la nouvelle faïencerie le titre de « Fabrique Impériale et Royale ». L'année suivante, la faïencerie produit déjà un grand nombre d'objets usuels. Durant les années 1791 à 1796, la faïencerie vit de façon précaire jusqu'à ce qu'un accord entre les associés remette la direction entre les mains de Bonaventure Hyacinthe de Bousies. Celui-ci se consacre au développement et à la modernisation de l'entreprise, fait construire de nouveaux bâtiments, ouvre des magasins à Bruxelles, Lille et Maubeuge, diversifie la production et introduit la polychromie dans la décoration des pièces fabriquées. Alors que seul le bleu de cobalt avait été utilisé, il étend la gamme des couleurs au jaune, au noir anglais, au vert et au rouge. Il imite le jaspé employé en Angleterre et le jonquille de Douai. La fabrication croît ainsi, les bénéfices augmentent et toutes les dettes sont remboursées. La production de faïence à Nimy est alors connue sous l'appellation Vieux-Nimy.

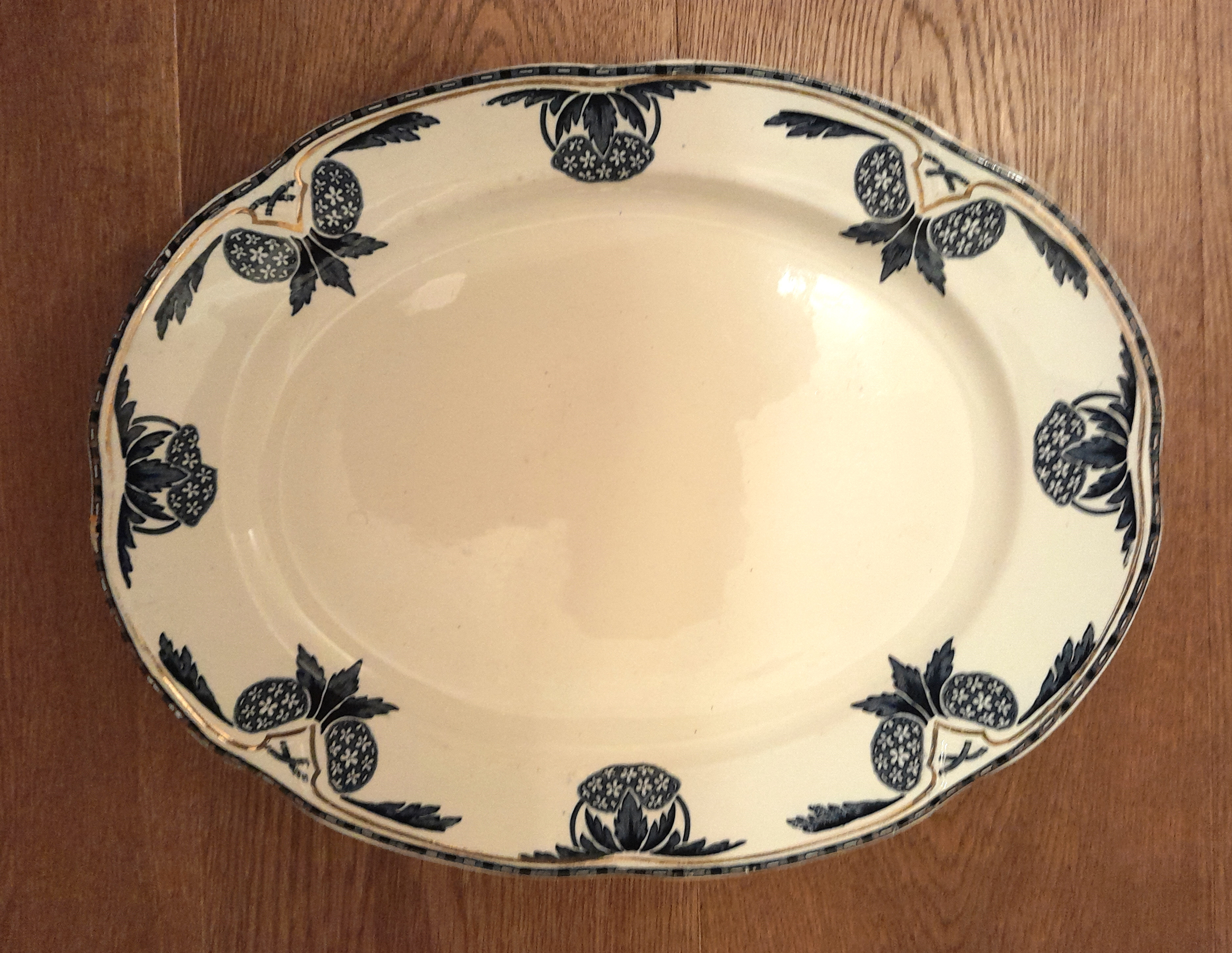
Plat de la Faïencerie de Nimy.

En 1806, la fabrique est agrandie et occupe 24 tourneurs et mouleurs et 17 peintres. De nouveaux fours sont construits. En 1810, Joseph de Bousies meurt et la direction est assurée par son frère. À ce moment, la manufacture emploie 250 ouvriers et elle participe à de nombreuses expositions à Gand, Haarlem, Bruxelles. La chute de l'Empire napoléonien entraîne l'importation massive des faïences anglaises  et met la faïencerie en péril. En 1833, celle-ci n'occupe plus que 30 à 40 ouvriers. En 1849, la faïencerie est vendue à Jean-Pierre Mouzin, directeur de la faïencerie Keramis à Saint-Vaast, à Théophile Lecat, maître potier et à d'autres actionnaires pour la somme de 60.000 francs. En janvier 1851, la société « Mouzin-Lecat et Cie » est constituée. Celle-ci connaît alors un regain de prospérité. Du matériel moderne permet de rivaliser avec la concurrence et l'entreprise rachète la Faïencerie d'Onnaing en 1858 et la Faïencerie de Wasmuël en 1878. En 1897, l'usine emploie 675 ouvriers et occupe une superficie de plus de cinq hectares.
En 1890, la Faïencerie de Nimy devient une société anonyme. Son activité périclite à partir de 1898. En 1914, elle ne compte plus que 410 ouvriers. La Première Guerre mondiale aggrave sa mauvaise situation car les installations sont occupées et détériorées par l'armée allemande et une grande partie des ouvriers est déportée en Allemagne. En mars 1921, l'établissement est cédé a la Société céramique de Maastricht qui recentre les activités sur la production de faïence ordinaire.

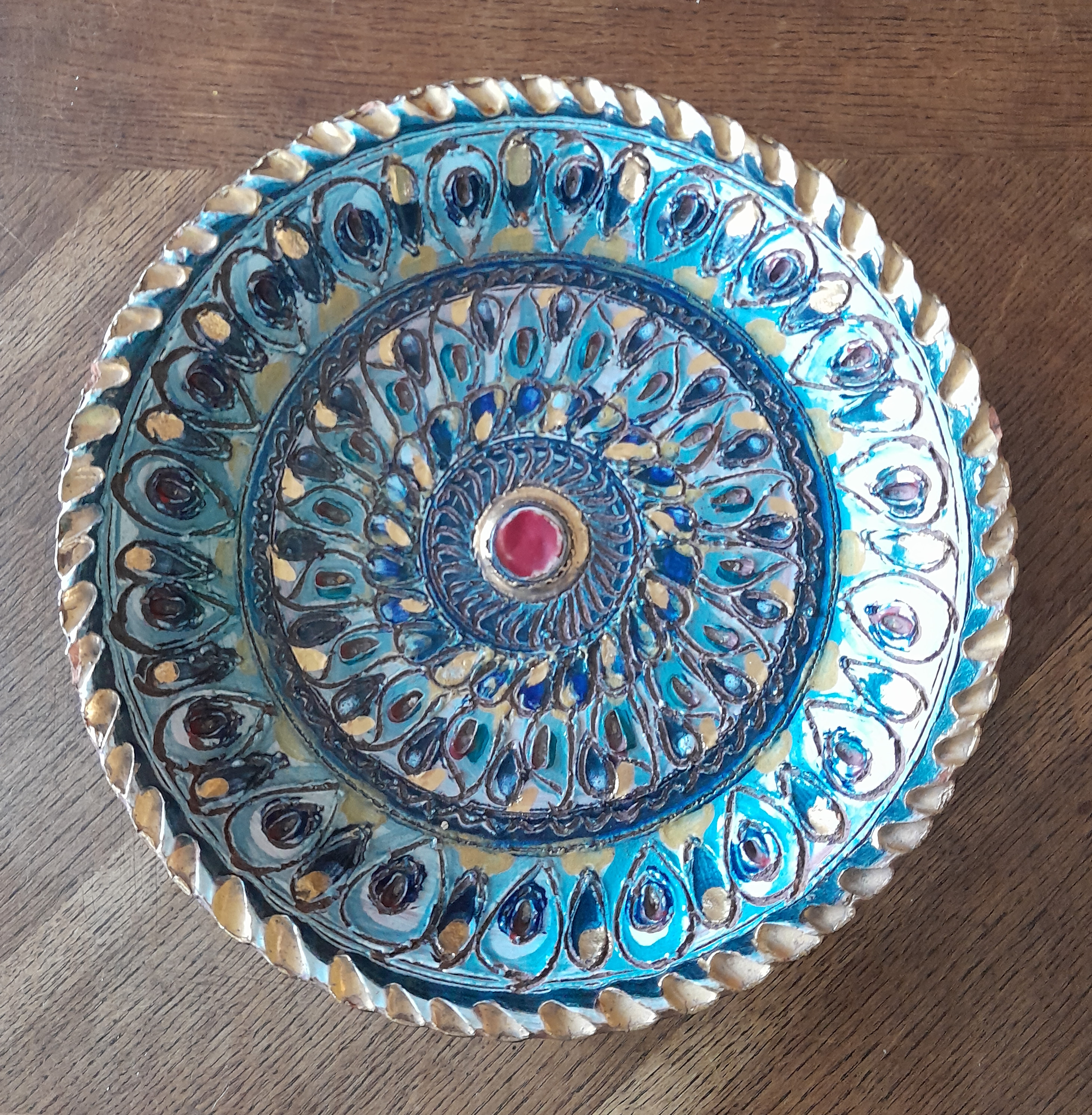
Maîtrise de Nimy, plateau de Georges Destrebecq.

En 1943, Raoul Godfroid, directeur de l’Académie royale des Beaux-Arts de Mons, en consultation avec son ami Jules Moreau, directeur de la Faïencerie de Nimy, crée à Nimy un mouvement artistique novateur en vue d'élever les céramiques de Nimy au niveau de l’Art sous le nom de « Maîtrise de Nimy ». Huit jeunes artistes s'installent dans les bâtiments où la faïence de Nimy est fabriquée : Fernande Massart, Georges Destrebecq, Louis Waem, René Lemaigre, Pierre Monnaie, André Hupet, Irène Zacq et Geneviève Noe sous la direction de Raoul Godfroid. La Maîtrise de Nimy acquiert une renommée internationale avec des expositions à New York, Amsterdam, Le Caire, Milan et Lisbonne ainsi qu'avec la visite de Rainier, prince de Monaco à Mons en 1947. De même, elle obtient le premier prix de la Triennale de Milan en juillet 1948.
La Seconde Guerre mondiale est toutefois fatale à la Faïencerie de Nimy et la production cesse définitivement en 1951. Les bâtiments et les fours sont détruits en 1954. Le mouvement artistique La maîtrise de Nimy survit à la disparition de cette usine recourant aux fours de Baudour et accueille d'autres artistes. En 1966, le Salon d'art libre de Paris décerne ainsi sa médaille d'or à Jacques Geuens.
Un musée du Vieux Nimy - carrefour de la céramique, situé à Nimy même, expose les réalisations les plus intéressantes de la Faïencerie de Nimy ainsi que d'autres manufactures de porcelaine de Belgique et du nord de la France.

## Les caractères stylistiques
Les procédés de fabrication de la faïence de Nimy étaient destinés à la rendre plus solide et plus blanche que la faïence ordinaire. La Faïencerie de Nimy jouissait également d'une grande renommée pour sa faïence craquelée. Outre les services de table et de toilette, la faïencerie fabriquait des flambeaux ornés de figures, des groupes en biscuit « Belgique et Champêtre », des pipes à têtes de femmes et de vieillards, des vases, des bénitiers et des cadrans d'horloge dans les styles rocaille et classique. Les décors en camaïeu bleu étaient sobre et le plus souvent empruntés à d'autres établissements célèbres mais la faïencerie a également créé des motifs originaux dont le plus connu est une fleurette formée à gros points. La représentation de personnages ou de décors n'a joué qu'un rôle marginal dans sa production.